# 路易絲·弗朗索瓦絲·德·波旁
路易絲·弗朗索瓦絲·德·波旁（法語：Louise Françoise de Bourbon，1673年6月1日—1743年6月16日），是法兰西国王路易十四和情妇蒙特斯潘侯爵夫人的女兒。婚前，她在宫中被称为南特女士（Mademoiselle de Nantes）。
1673年12月，路易十四正當化他和蒙特斯潘侯爵夫人的私生子女，她的哥哥都被封为公爵。她的母亲后来被牵连在投毒事件而慢慢地失寵，最终在1891年离宫。
1865年，路易絲·弗朗索瓦絲和她父亲夫人远房表亲孔代亲王路易三世结婚。婚后，她诞下九名孩子。透过她的女兒，她是奧爾良公爵路易-菲利普二世的曾祖母。
路易絲·弗朗索瓦絲和她的姐妹们都争強好胜。长的好看的她甚至和她同父异母的姐姐玛丽安妮的丈夫有外遇。她的丈夫发现她的不忠后因害怕路易十四却是敢怒不敢言。
成为寡妇后，她下令建造波旁宫并在哪儿度过她的晚年生活。